# Sebastira plana
Sebastira plana là một loài nhện trong họ Salticidae.
Loài này thuộc chi Sebastira. Sebastira plana được Arthur Merton Chickering miêu tả năm 1946.